# Running with the Wolves (canción)
"Running with the Wolves" es el cuarto sencillo lanzado por la cantante noruega Aurora y el segundo sencillo en el EP Running with the Wolves y en el álbum All My Demons Greeting Me as a Friend. Fue escrito por Aurora, Michelle Leonard y Nicolas Rebscher y producido por Odd Martin Skålnes, Rebscher y Magnus Skylstad. El 20 de abril de 2015, la canción fue lanzada oficialmente en todo el mundo.
En 2020, como parte de la película animada de Apple TV + “Wolfwalkers”, se lanzó una nueva versión de la canción, que se escucha en la banda sonora y el tráiler. Esta versión utiliza instrumentos irlandeses medievales como música de fondo.

## Composición
Una canción de scandipop y electropop, Aurora escribió la canción durante la luna de sangre en 2014. La canción es sobre la libertad y volver a unirnos a la naturaleza, alejarnos de los teléfonos y la radio y de todas las distracciones que nos rodean.
En una entrevista con The 405, dijo: "Me imaginé la luna convirtiendo a todas las personas del mundo en animales salvajes, huyendo de todas las reglas, todo el materialismo y la tecnología. Simplemente siendo parte de la naturaleza otra vez, corriendo libre."
Ella añadió:

La canción trata de hacer que el instinto animal que llevas dentro cobre vida. Corriendo con ellos, uniéndote a ellos – el instinto se apodera de ti, te da libertad y te hace olvidarte de tu ser humano y de todas las cosas que los humanos tenemos a nuestro alrededor en la sociedad moderna.

Creo que los humanos necesitan soltarse un poco más, sacudir sus cuerpos con más frecuencia, como hacen los animales ... Es algo realmente hermoso.

A veces, cuando miras el mundo y ves lo que le hemos hecho, la forma en que muchos de nosotros dañamos el mundo en el que vivimos, animales inocentes, ¡incluso los de nuestra propia especie! Y eso te hace querer seguir a los lobos. Al menos por una noche.

## Video musical
El video musical de "Running with the Wolves", dirigido por James Alexandrou, se estrenó a través de Vevo el 10 de junio de 2015. La cantante también lanzó una versión acústica de la canción a través de Vevo el 7 de julio de 2015. Este video fue dirigido por Kenny McCracken.

## Posicionamiento
| País      | Lista                  | Mejor posición |           |
| 2015-2016 | 2015-2016              | 2015-2016      | 2015-2016 |
| --------- | ---------------------- | -------------- | --------- |
| Alemania  | Official German Charts | 72             |           |